# Per Karlsson
Per Jonas Karlsson (ur. 2 stycznia 1986 w Sztokholmie) – szwedzki piłkarz występujący na pozycji obrońcy. Obecnie jest zawodnikiem klubu AIK Fotboll.

## Kariera klubowa
Karlsson treningi rozpoczął w wieku 5 lat w klubie Vasalunds. W 1998 roku trafił do juniorskiej ekipy zespołu AIK Fotboll. W 2003 roku został włączony do jego pierwszej drużyny, grającej w Allsvenskan. W tych rozgrywkach zadebiutował 23 lipca 2003 roku w przegranym 1:3 meczu z Örgryte. W 2004 roku spadł z zespołem do Superettan, ale po roku awansował z nim do Allsvenskan. Sezon 2006 Karlsson spędził na wypożyczeniu w Väsby United (Superettan), a sezon 2007 w Åtvidabergu (Superettan). Potem powrócił do AIK Fotboll. W 2009 roku zdobył z klubem mistrzostwo Szwecji.

## Kariera reprezentacyjna
W reprezentacji Szwecji Karlsson zadebiutował 20 stycznia 2010 roku w wygranym 1:0 towarzyskim meczu z Omanem.